# Zvučna knjiga
Zvučna knjiga, zvučna knjiga (knjiga knjižnog teksta Čitanje kompletnog teksta obično nosi oznaku »celovito« (»potpuno«, »kompletno«), a čitanje redukovane verzije označeno je kao »sažeto« (»skraćeno«, »koncizno«, »rezimirano«).
Govorne zvučne knjige dostupne su u školama i javnim bibliotekama i, u manjem opsegu, u muzičkim prodavnicama od 1930-ih. Mnogo albuma s govorenim rečima izrađeno je pre doba video kaseta, DVD-eva, kompaktnih diskova i zvučnih snimaka dostupnih za download, ali su oni često sadržali poeziju i drame, a knjige nešto ređe. Zvuk kao medij počeo je privlačiti prodavače knjiga tek 1980-ih, kada su se u knjižari počeli na policama za knjige izlagati zvučne knjige zajedno umesto da ih kao dotad izlažu zasebno.

## Istorija
Snimci govornih reči postale su prvi put dostupne nakon što je 1877. Thomas A. Edison izumeo fonograf. »Fonografske knjige« bile su jedne od izvornih primena što ih je Edison zamislio, a mogle su »govoriti sliepima bez napora s njihove strane«. Prve reči izgovorene u fonograf bile su Edisonov recital pesme Marija imala malo janje (Mary Had a Little Lamb), što je prvi slučaj snimljenog stiha. God. 1877. demonstracija na Royal Institutionu u Britaniji uključila je dečju pesmu Hey Diddle Diddle, the Cat and the Fiddle i deo Tennysonove poezije, uspostavivši tako na samim počecima ove tehnologije vezu s govornom književnošću.

## Spoljašnje veze
- Narodna biblioteka Srbije – Digitalna biblioteka: Zvučna knjiga